# وصلنا ولا بعدنا (فلم)
وصلنا ولا بعدنا- فيلم إماراتي كوميدي، تم عرضه في 2018م، من تاليف وإخراج: عائشة الزعابي.

## قصة الفيلم واحداثه
تحظى إحدى العائلات بزيارة من زوجة ابنهم التي وصلت لتوها من لندن في سبيل الانتهاء من رسالتها لنيل درجة الماجيستر عن دولة الإمارات، مما يضطر الأسرة بأكملها لمرافقة زوجة الابن في رحلة على الطريق تمتد من أبوظبي وصولًا إلى جبل جيس، غي إمارة رأس الخيمة ؛ حيث يواجهون في رحلتهم عدة مواقف طريفة ومضحكة.

## الممثلون
شارك في الفيلم الإماراتي الكوميدي" وصلنا ولا بعدنا" مجموعة كبيرة من الممثلين، نذكر من بينها
- مريم سلطان،
- ريم حمدان،
- احمد عبدالرازق،
- فاطمة الحوسني.
- محمد الجنيبي.
- كريستينا أندريا
- عبدالرحمن محمد
- كريستينا ماركو

## هوامش الفيلم
- الفيلم هو أول عمل طويل للمخرجة الإماراتية "عائشة الزغابي" ، والتي اخرجت من قبل مجموعة من الأفلام القصيرة، منها"البعد الآخر" ، "إلي بيتنا مع التحية" ، " ليلة في تاكسي".[2][4]
- أغنية الفيلم للفنان "محمد الشحي" من كلمات الفنان أحمد الفلاسي، والتي تقول كلماتها: طريق الحب طويل كثير كل شي حلو يجمعنا، نحنا عشنا فيه اثنين مابي شي يفرقنا، شوفوا كيف العلاقه تبدا دوم بصداقة، من شروط اللباقة نفتح احنا الأبواب، قولوا يا ناس معنا وصلنا ولا بعدنا، قصة حب تجمعنا في طريق الاحباب.[5]

## روابط خارجية
- فيلم وصلنا ولا بعدنا على موقع قاعدة بيانات الأفلام العربية.
- أغنية الفيلم " وصلنا ولا بعدنا" علي منصة يوتيوب.
- فيلم وصلنا ولا بعدنا علي موقع IMDB (بالإنجليزية)